# Adolf Härtel
Adolf Härtel (* 7. März 1891 in Wien; † 6. Oktober 1949 in Ramsau am Dachstein) war ein österreichischer Maschinenbau-Ingenieur, Hochschullehrer und nationalsozialistischer Wissenschaftsfunktionär.

## Leben
Adolf Härtel wurde als Sohn eines Militärbeamten in Wien geboren. Er studierte seit 1909 an der TH Wien, diente im Ersten Weltkrieg als Oberleutnant der Reserve und schloss sein Studium 1922 mit der Promotion an der TH Wien ab.  Im Jahre 1928 war Härtel an der Technischen Hochschule Wien Assistent am Institut für Mechanische Technologie. Als er dort 1929 Privatdozent war, wurde ihm das Silberne Verdienstzeichen verliehen. An die Technische Hochschule Graz wurde Härtel 1930 als ordentlicher Professor berufen. Er leitete das Institut für mechanische Technologie.
Härtel trat zum 3. Juli 1931 der NSDAP bei (Mitgliedsnummer 512.596). Er war seit 1933 Mitglied der NSDAP-Gauleitung, konnte aber trotz exponierter Stellung in der Zeit des Austrofaschismus in seinem Amt verbleiben. An der TH Graz war Härtel 1936 Dekan der Fakultät Maschinenbau und Elektrotechnik. Nach dem Anschluss Österreichs war Härtel bis 1944 Rektor an der Technischen Hochschule Graz. Härtel war seit 1940 Mitglied der SS und wurde 1942 zum SS-Obersturmführer ernannt, außerdem war er Betriebsführer des Rüstungsbetriebes der Technischen Hochschule Graz. Für den Reichsgau Steiermark fungierte Härtel seit 1938 im NSDDB als Gaudozentenführer, bis er 1943 von Armin Dadieu abgelöst wurde.
Nach dem Ende des Zweiten Weltkrieges war Härtel für mindestens ein Jahr interniert. Im Oktober 1949 erlag er in der Dachsteinsüdwandhütte einem Herzschlag.

## Publikationen (Auswahl)
- Rundpassungen, Verlag des Österreichischen Normenausausschusses für Industrie und Gewerbe, 1930.